# Ehingen (Adelsgeschlecht)

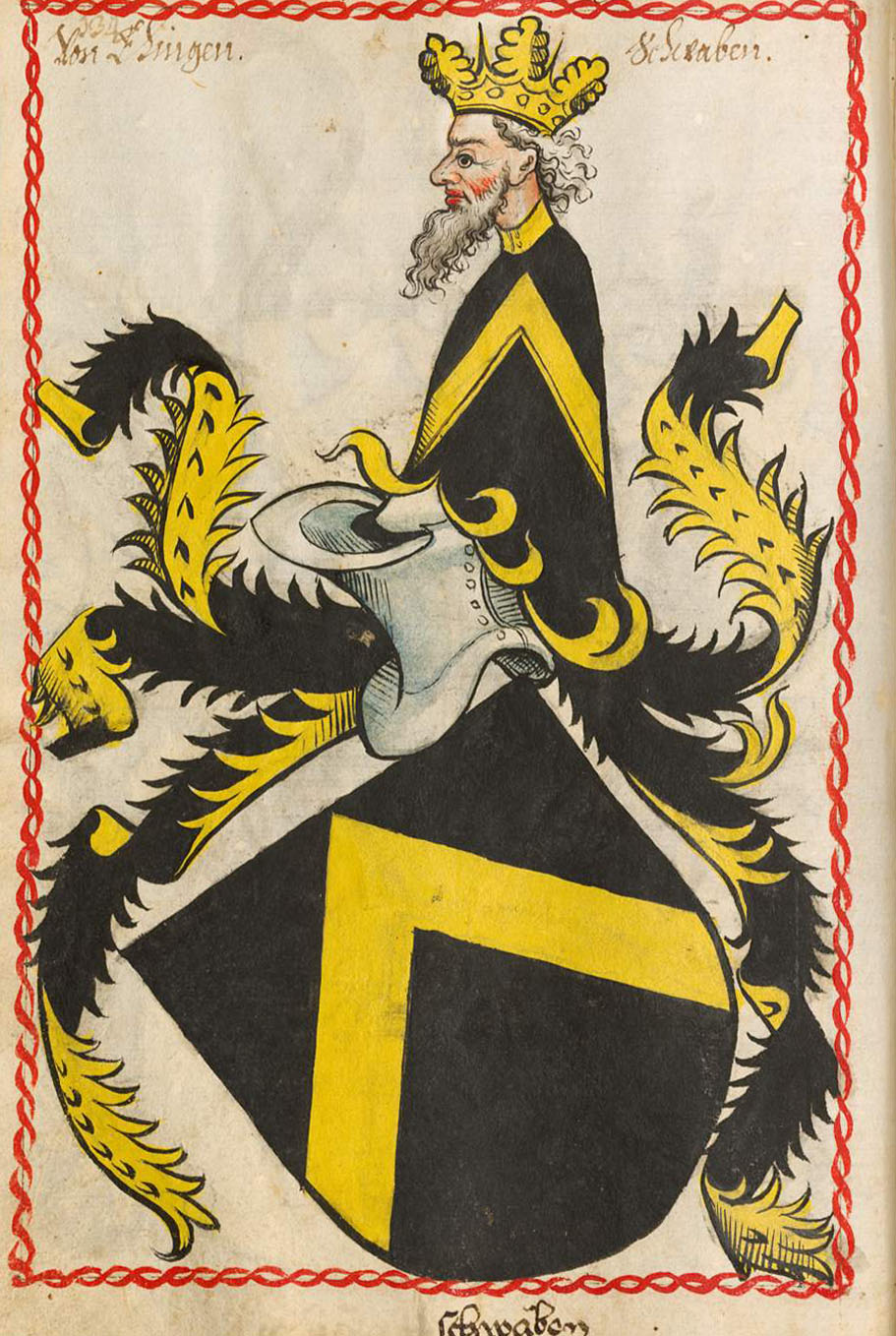
Wappen der Familie nach dem Scheiblerschen Wappenbuch

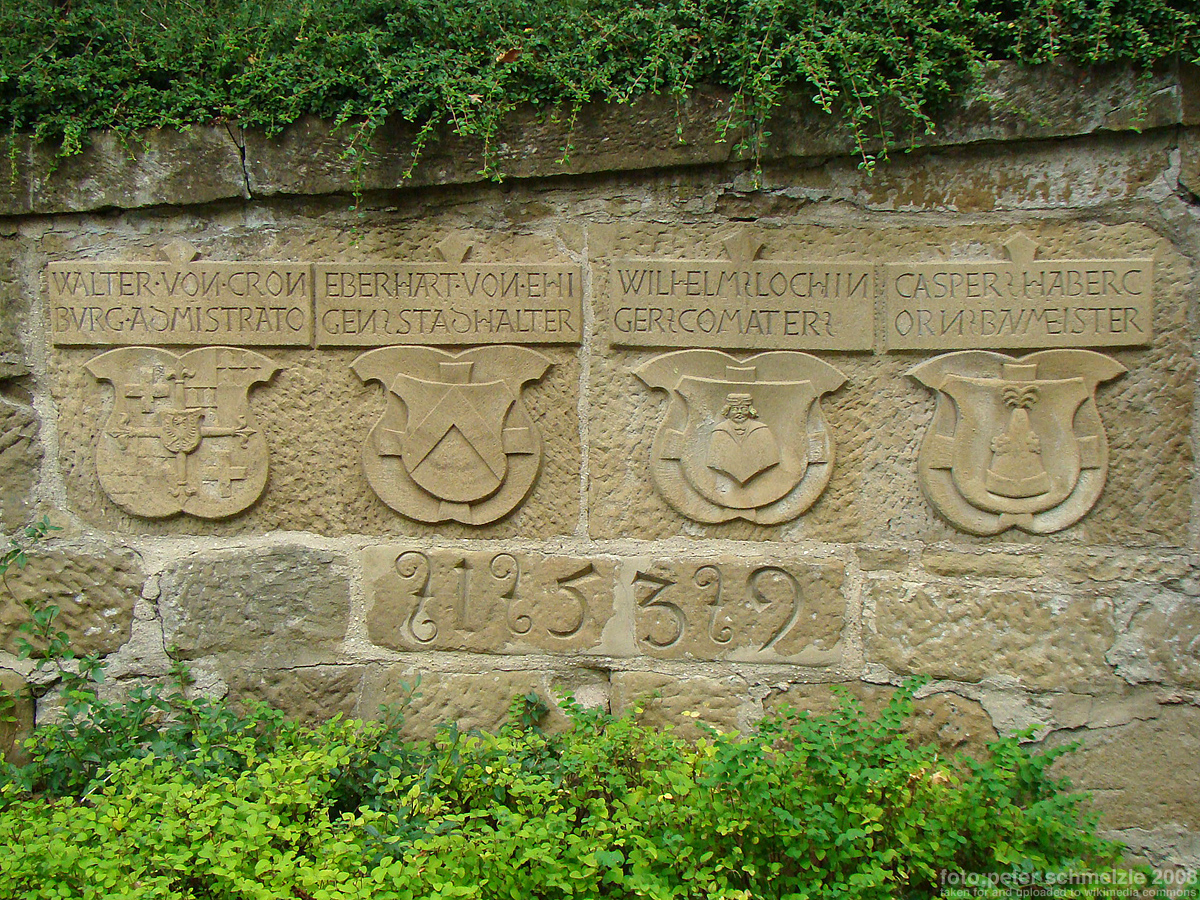
Belfriedstein von 1539 bei der Kirche St. Martin in Sontheim mit Wappen des Eberhardt von Ehingen. Alle Familienwappen sind mit dem Wappen des Deutschen Ordens hinterlegt, angeführt wird die Wappenreihe mit dem Wappen des Hochmeisters Walther von Cronberg

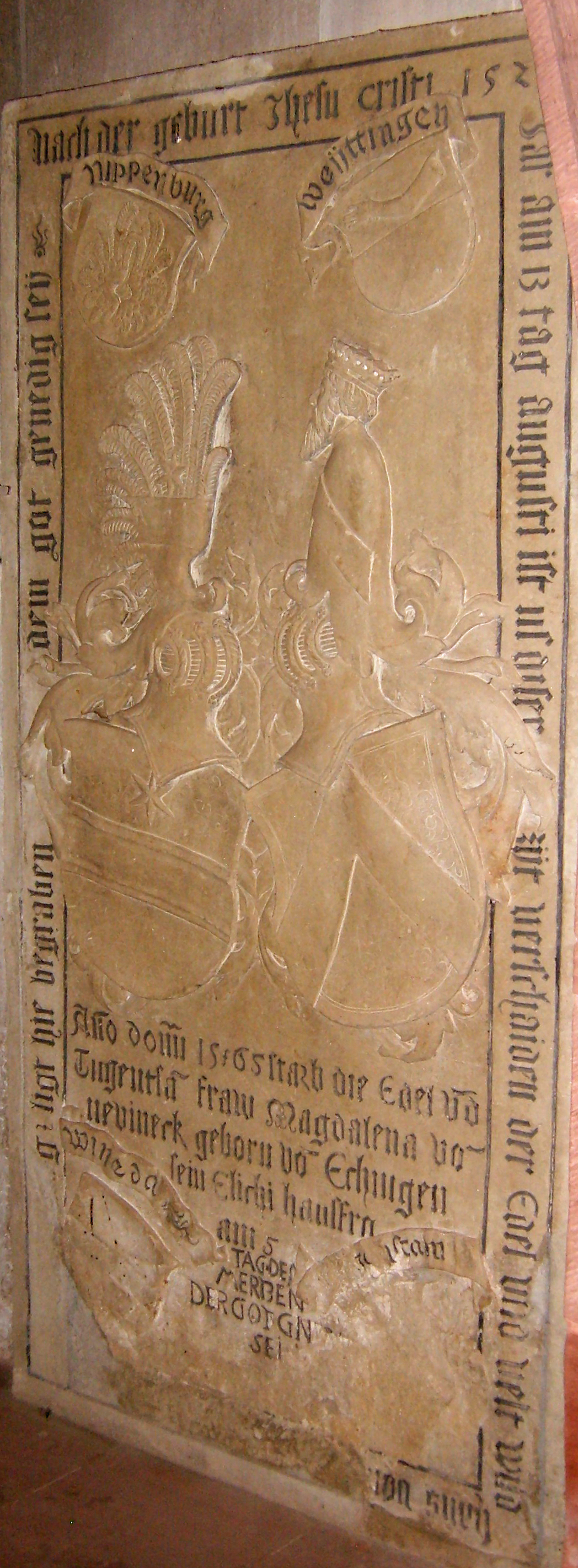
Epitaph von Wilhans von Neuneck († 1508) und Magdalena von Ehingen († 1565)

Die Familie von Ehingen ist ein altes schwäbisches Adelsgeschlecht. Namensgebender Stammsitz ist Ehingen, heute Teil der Stadt Rottenburg am Neckar im Landkreis Tübingen in Baden-Württemberg.

## Der Name Ehingen
Es gibt mehrere Ortschaften namens Ehingen. Neben dem hier beschriebenen Geschlecht ist auch ein Ortsadelsgeschlecht namens Ehingen aus Ehingen im Landkreis Augsburg bekannt.

## Geschichte
Die Familie von Ehingen ist ein schwäbisches ritteradeliges Adelsgeschlecht (siehe auch Liste schwäbischer Adelsgeschlechter).
Sie waren Mitglieder in der Gesellschaft Sankt Jörgenschild im Teil Neckar-Schwarzwald. Familienmitglieder gehörten dann ab 1548 dem Schwäbischen Bund an. Im Fränkischen Krieg war Rudolf von Ehingen Hauptmann der berittenen Truppen (siehe auch Wandereisen-Holzschnitte von 1523).
Zu ihren Besitzungen zählten Stadt und Schloss Obernau, bis 1608 die Hälfte von Bühl und Börstingen. Weitere Besitzungen waren Hohenentringen, Ergenzingen, Kreßbach, Schwarzenburg, Schloss Lichtenegg und Lombach. Sie starben 1697 aus, der Besitz ging an die von Raßler über.
Jakob von Ehingen erweiterte 1585 die Weitenburg um den „Ehingerbau“. Da er kinderlos blieb, veräußerte er die Burg weiter an Herzog Johann Friedrich von Württemberg. Nach seinem Tod traten die Herren von Closen, durch Heirat einer Tochter aus dem Hause, 1608 sein Erbe an.
Verwandte Geschlechter: Wernau

## Wappen
Im Schild befindet sich ein goldener Sparren auf schwarzem Grund. Die Helmdecken sind in Schwarz und Gold. Die Helmzier zeigt einen gekrönten, weißbärtigen Mann in einer Kleidung mit dem Motiv und Farben des Schildes.

Wappen der ehemaligen Gemeinde Bad Niedernau, heute Stadtteil von Rottenburg am Neckar
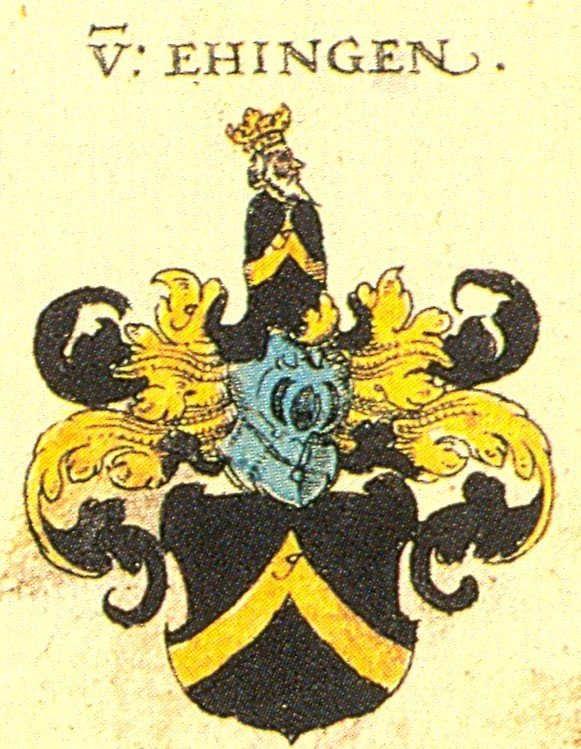
Wappen nach Johann Siebmachers Wappenbuch

## Persönlichkeiten
- Georg von Ehingen[2] (* 1428; † 1508); Reisender (siehe z. B. Liste der historischen Expeditionen nach Ägypten), Mitglied mehrerer Ordensgesellschaften und Reichsritter
- Johannes II. von Ehingen[3]; Bischof von Chur (1368–1376)
- Eberhard von Ehingen[4] († 1549), Deutschordensritter, 1513 Amtmann in Scheuerberg, 1520 Komtur in Horneck, 1521–1532 Komtur in Heilbronn, 1543–1549 Landkomtur der Ballei Franken, Komtur in Würzburg
- Hannss von Ehingen[4]; Deutschordensritter, 1513 Küchenmeister in Winnenden
- Burckart von Ehingen mit dem Zopf
- Jörgen von Ehingen
- Hugen von Ehingen verheiratet mit Agnes von Gültlingen
- Hug von Ehingen, gestorben 1417
- Philipp von Ehingen, 1540 Landkomtur des Deutschen Ordens in der Ballei Elsaß-Burgund
- Wolffen von Ehingen, gestorben 1425 in Wien, Ruodolff und Wolffen waren Brüder